# Paetongtarn Shinawatra
Paetongtarn Shinawatra (Bangkok, 21 de agosto de 1986) é uma política e empresária tailandesa que atua como primeira-ministra da Tailândia desde 16 de agosto de 2024 e como líder do Partido Pheu Thai desde 2023. Membro da família política Shinawatra, é a filha mais nova do ex-primeiro-ministro Thaksin Shinawatra (2001–06) e sobrinha da ex-primeira-ministra Yingluck Shinawatra (2011–14). É a pessoa mais jovem na história do país a se tornar primeira-ministra e a segunda mulher a ocupar o cargo.
Ela foi suspensa do cargo pelo Tribunal Constitucional em 1 de julho de 2025, e o vice-primeiro-ministro, Suriya Juangroongruangkit, assumiu como líder interino da Tailândia.

## Carreira política

### Primeira-ministra de Tailândia
Após a demissão de Srettha Thavisin como primeiro-ministro pelo Tribunal Constitucional da Tailândia em 14 de agosto de 2024, Paetongtarn foi nomeada pelo Pheu Thai a fim de sucedê-lo. Sua nomeação foi aprovada pela Câmara dos Representantes em 16 de agosto, depois que nenhuma alternativa foi nomeada pelos outros partidos da coalizão governante, tornando-a a pessoa mais jovem e a segunda mulher a se tornar primeira-ministra da Tailândia. Foi oficialmente empossada em 18 de agosto após o endosso do rei Vajiralongkorn.

## Posições políticas

### Questões sociais
Paetongtarn é socialmente liberal em muitas questões. Ela apoia os direitos LGBT e participou da Parada do Orgulho de Bangkok em 2023 junto com Pita Limjaroenrat do MFP. Além disso, ela apóia a reescrita da constituição e o desmantelamento do recrutamento militar. No entanto, ela se opõe à alteração das leis de lesa-majestade da Tailândia. Como seu partido, Paetongtarn apóia um controle de drogas mais rígido e medidas duras contra o crime.
Embora Paetongtarn e o PTP tenham prometido não formar um governo com partidos ligados aos militares, como a Nação Tailandesa Unida e Palang Pracharath, o governo liderado pelo PTP consistia em ambos os partidos, o que levou a críticas generalizadas.

### Economia
Em uma entrevista de 2023, Paetongtarn se autodenominou uma "capitalista socialmente liberal". Paetongtarn afirmou que seu partido e Srettha Thavisin querem se concentrar em questões básicas e melhorar a economia. Ela apoia o "capitalismo com empatia", juntamente com o aumento gradual do salário-mínimo e a implementação de um esquema de "carteira digital" de ฿ 10 000.
Em maio de 2024, Paetongtarn disse aos membros do partido em um evento realizado na sede do Pheu Thai "A lei que mantém o Banco da Tailândia (BoT) independente do governo ... é um problema e um obstáculo significativo na solução de problemas econômicos", referindo-se à taxa de juros de 2,50%, a mais alta da década, que Srettha Thavisin acredita estar prejudicando as pequenas empresas e prejudicando os esforços do governo para impulsionar uma economia que ele diz estar em crise. Paetongtarn disse que a política monetária do BoT "se recusa a entender e cooperar" e dificultaria os esforços para reduzir os altos níveis de dívida.